# Liste der Direktoren des Museu Nacional

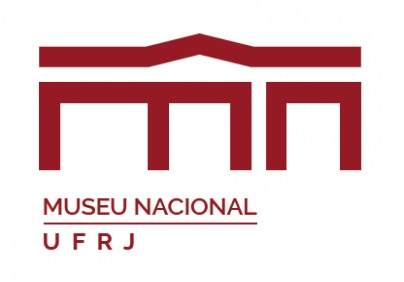

Die Liste der Direktoren des Museu Nacional verzeichnet die Museumsleiter seit der Gründung des brasilianischen Nationalmuseums in Rio de Janeiro im Jahr 1818.
Amtierender Direktor ist seit 2018 Alexander Kellner, in dessen frühen Amtszeit auch der Brand im brasilianischen Nationalmuseum fiel. In der 200-jährigen Geschichte des Museum waren unter den bisherigen 29 Leitern auch vier Direktorinnen.
| Dauer           | Name                                              |
| 19. Jahrhundert |                                                   |
| 1818–1822       | José da Costa Azevedo (1763–1822)                 |
| 1822–1823       | João de Deus e Mattos                             |
| 1823–1827       | João da Silva Caldeira                            |
| 1828–1847       | Custódio Alves Serrão (1799–1873)                 |
| 1847–1866       | Frederico Leopoldo Cezar Burlamaqui (1803–1886)   |
| 1866–1870       | Francisco Freire Allemão de Cysneiros (1797–1874) |
| 1874–1893       | Ladislau de Souza Mello Netto (1838–1894)         |
| 1892–1893       | Amaro Ferreira das Neves Armond ( –1944)          |
| 1893–1895       | Domingos José Freire Junior (1842–1899)           |
| 20. Jahrhundert |                                                   |
| 1895–1915       | João Batista de Lacerda (1846–1915)               |
| 1915–1923       | Bruno Álvares da Silva Lobo (1884–1945)           |
| 1923–1926       | Arthur Neiva (1880–1943)                          |
| 1926–1935       | Edgar Roquette-Pinto (1884–1954)                  |
| 1935–1938       | Alberto Betim Paes Leme (1882–1938)               |
| 1937–1955       | Heloísa Alberto Torres (1895–1977)                |
| 1955–1961       | José Cândido de Mello Carvalho (1914–1994)        |
| 1961–1963       | Newton Dias dos Santos (1916–1989)                |
| 1964–1967       | Luís de Castro Faria (1913–2004)                  |
| 1967–1971       | José Lacerda de Araújo Feio (1912–1973)           |
| 1972–1976       | Dalcy de Oliveira Albuquerque (1918–1982)         |
| 1976–1980       | Luis Emygdio de Mello Filho (1913–2002)           |
| 1980–1982       | Leda Dau (1924– )                                 |
| 1982–1985       | José Henrique Millan (1937– )                     |
| 1986–1989       | Leda Dau                                          |
| 1990–1993       | Arnaldo dos Santos Campos Coelho (1932– )         |
| 1994–1998       | Janira Martins Costa (1941–2018)                  |
| 21. Jahrhundert |                                                   |
| 1998–2002       | Luiz Fernando Dias Duarte (* 1949)                |
| 2003–2010       | Sérgio Alex Kugland de Azevedo (* 1956)           |
| 2010–2018       | Cláudia Rodrigues Ferreira de Carvalho            |
| 2018–           | Alexander Kellner, (* 1961)                       |

## Porträtgalerie

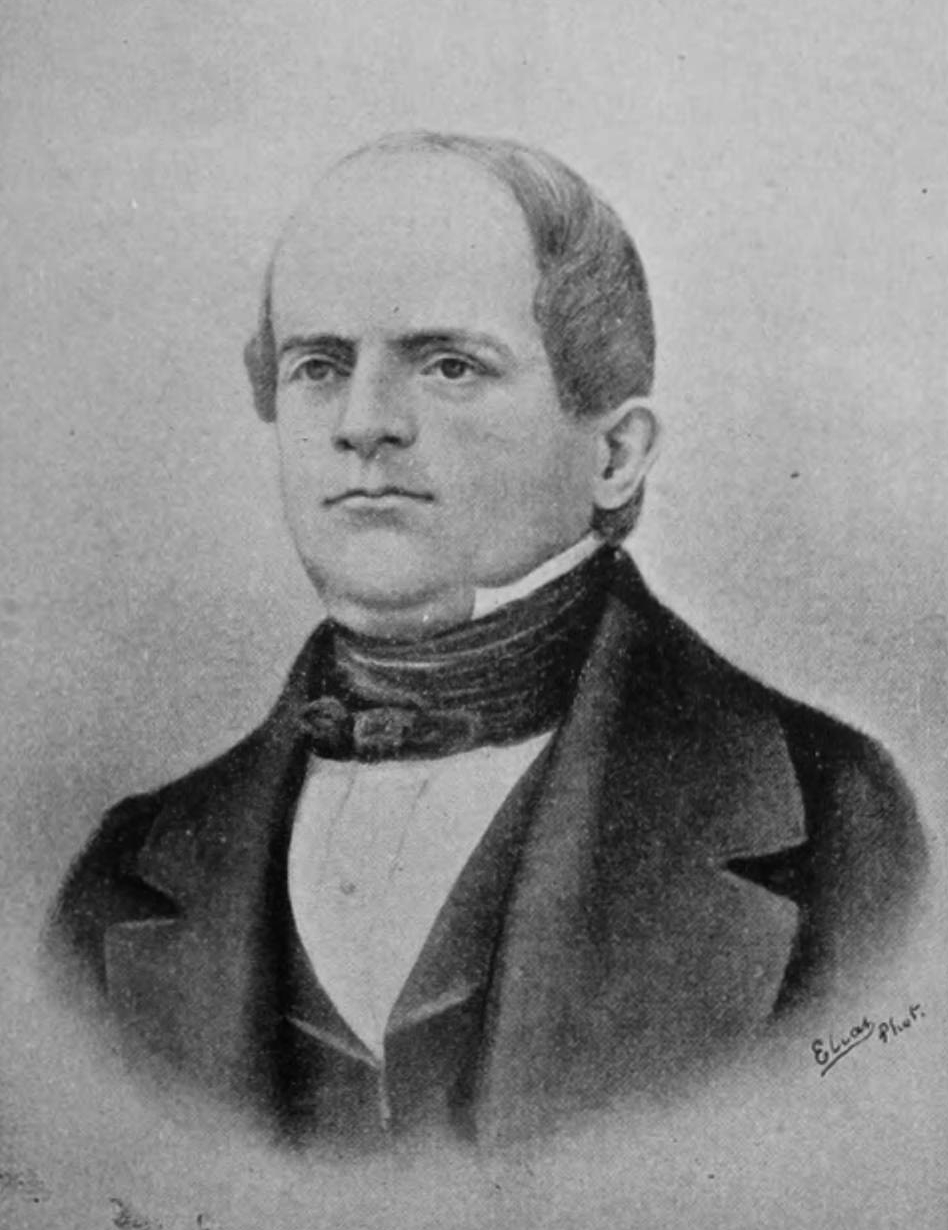
João da Silva Caldeira, 1823–1827
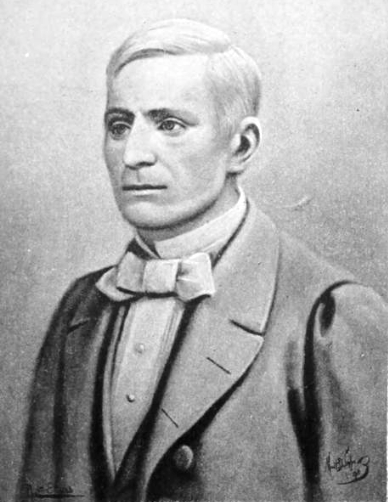
Frederico Leopoldo Cezar Burlamaqui, 1847–1866
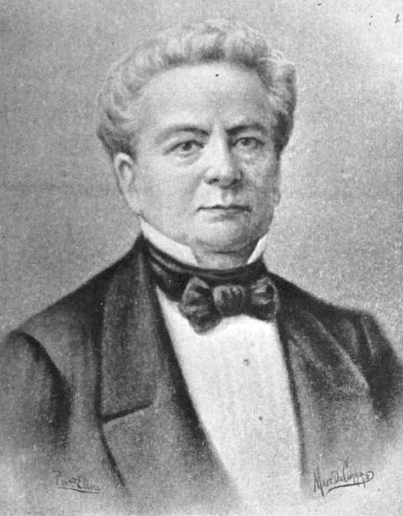
Francisco Freire Allemão de Cysneiros, 1866–1870
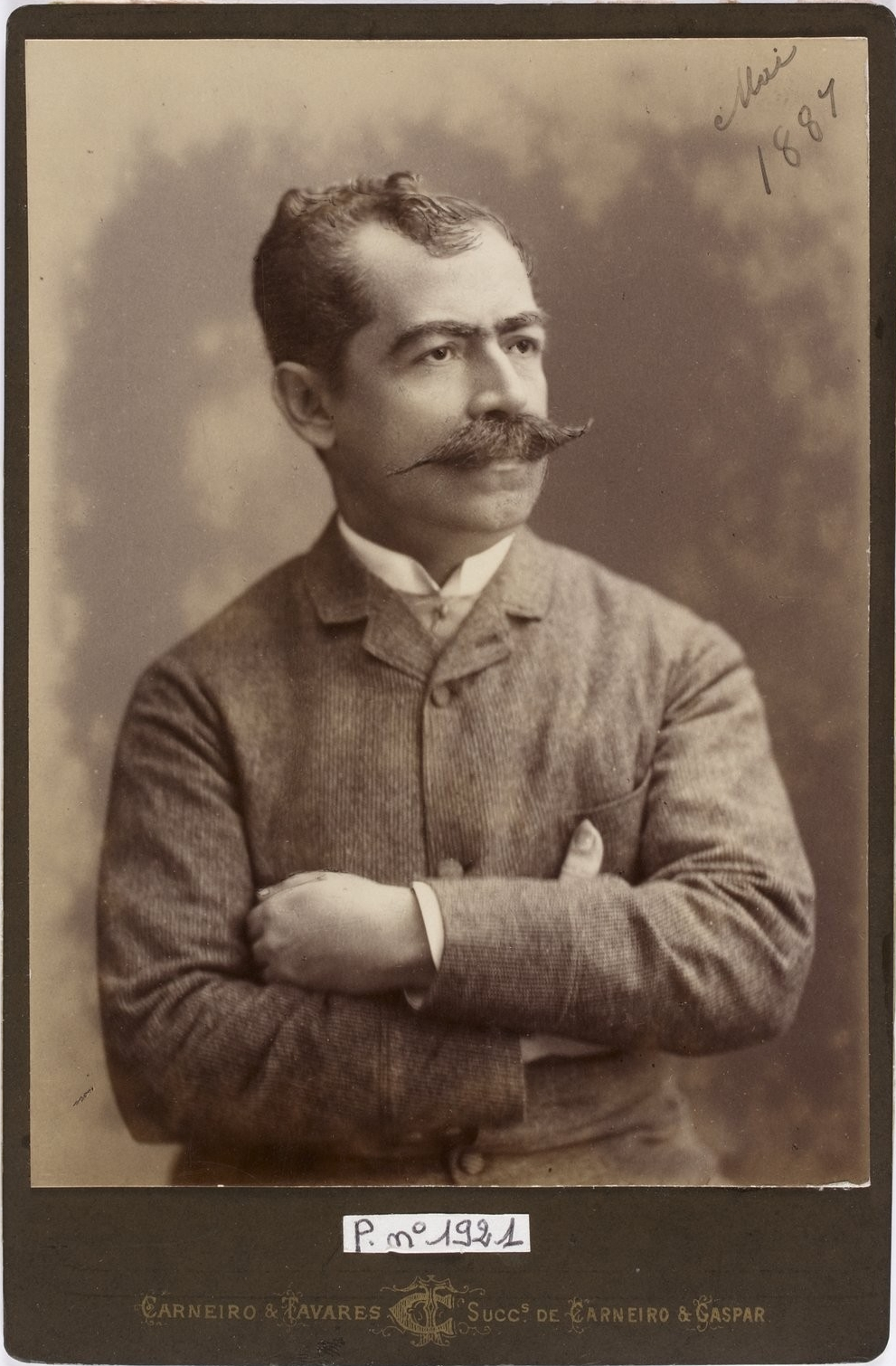
Ladislau de Souza Mello Netto, 1874–1893
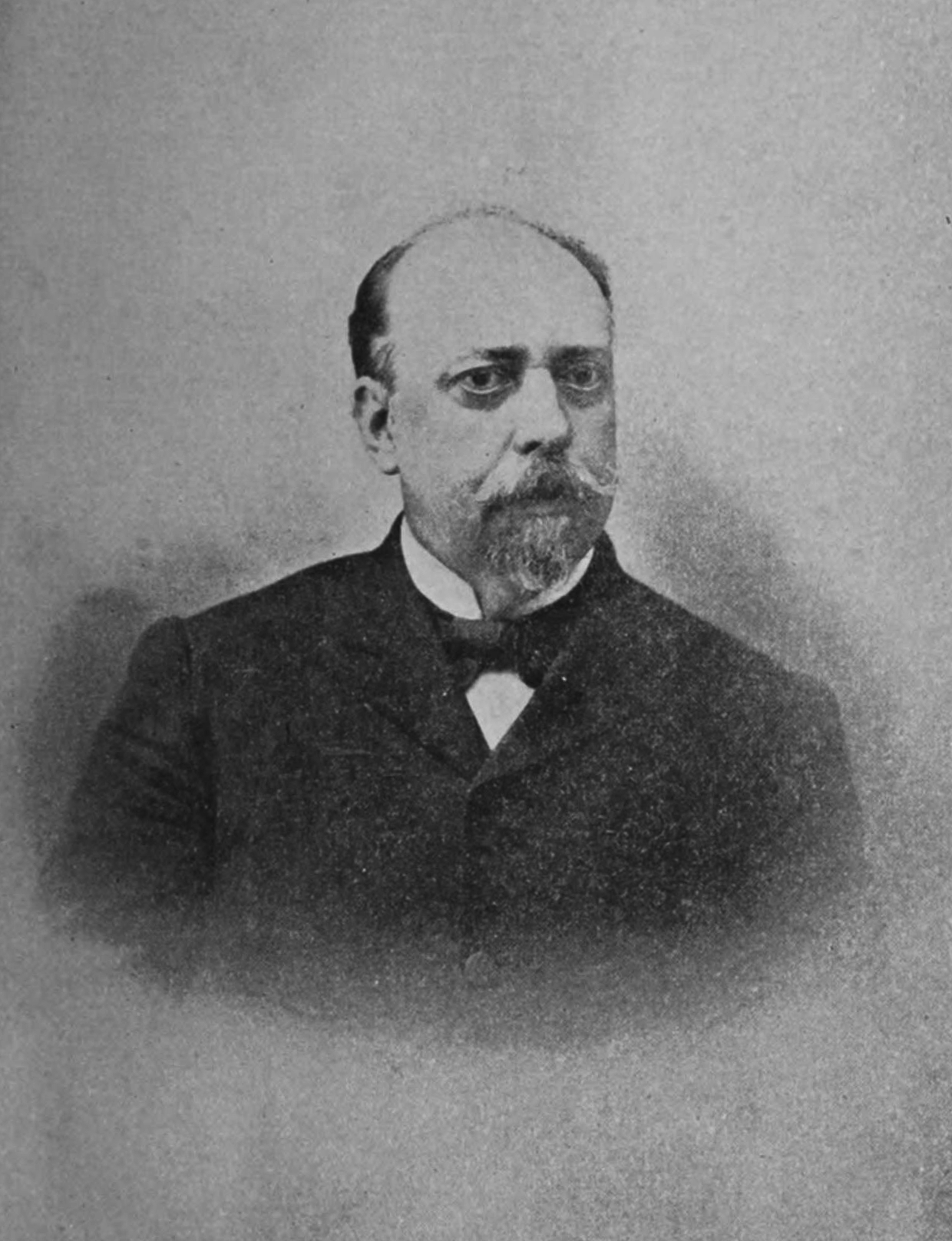
João Batista de Lacerda, 1895–1915
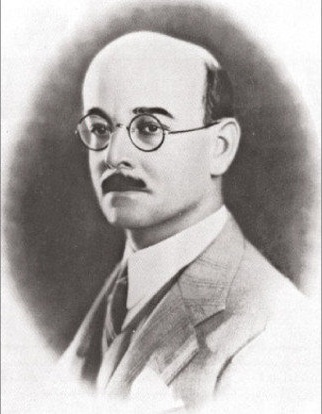
Arthur Neiva, 1923–1926
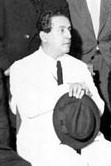
Edgar Roquette-Pinto, 1926–1935
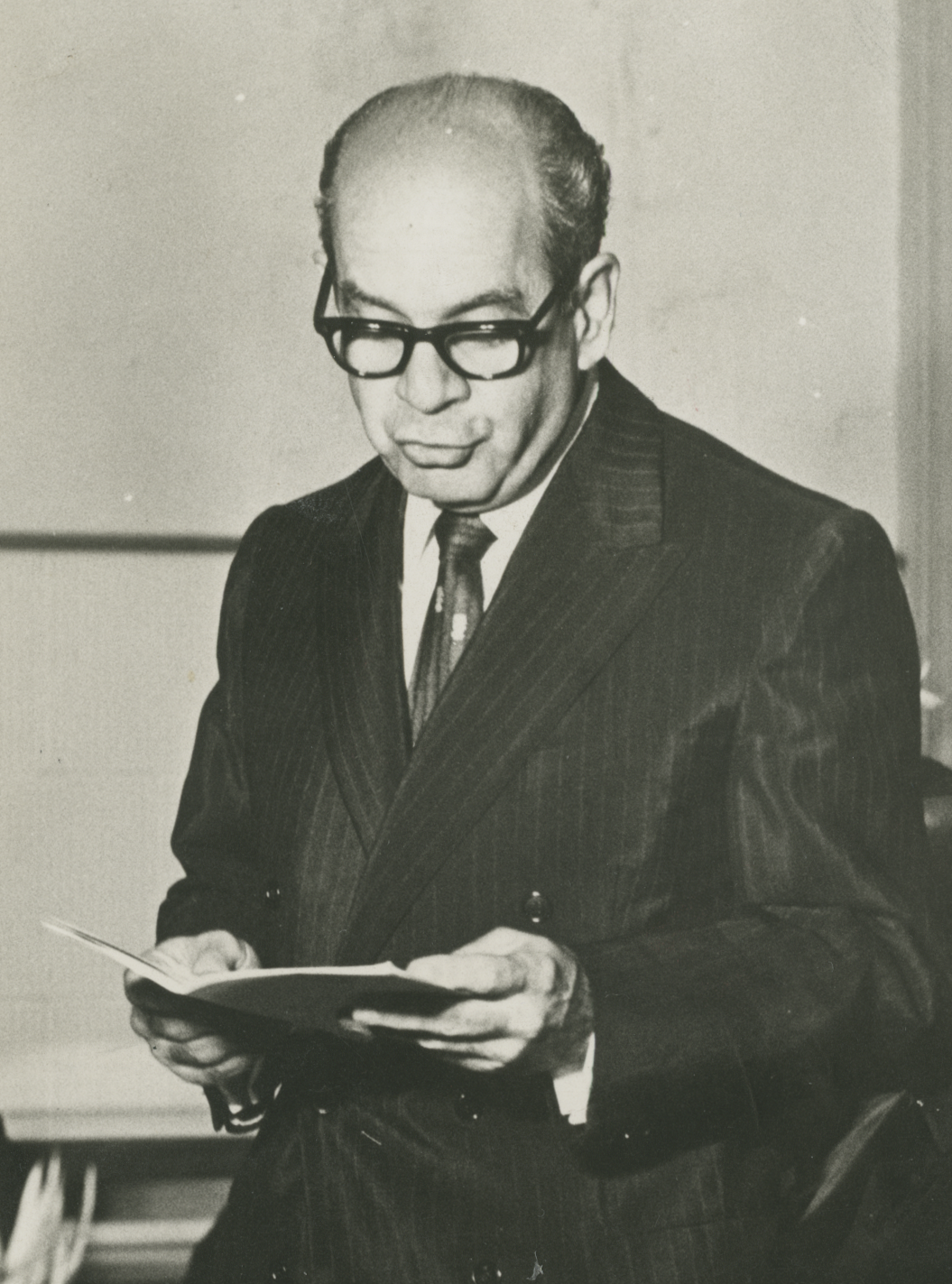
Luís de Castro Faria, 1964–1967